# دبلیوای‌اس‌پی-۱۷
دبلیوای‌اس‌پی-۱۷ یک ستاره است که در صورت فلکی کژدم قرار دارد.